# Bulevar heroja sa Košara
Bulevar heroja sa Košara (srbsky , Булевар хероја са Кошара) je ulice v Bělehradu, v místní části Novi Beograd. Cca 3 km dlouhá třída vede ve směru severozápad-jihovýchod. Je pojmenována po bojovnících z bitvy o Košare během války v Kosovu v roce 1999. Na svém severozápadním konci přechází v třídu Nikoly Dobroviće v lokalitě Tošin bunar a na jihovýchodním potom v Most na Adě.

## Historie
Ulice měla vzniknout v rámci plánované sítě celého Nového Bělehradu tak, jak jej vyprojektoval Nikola Dobrović a jak byl po roce 1950 uskutečněn. Nebyla však až do druhé dekády 21. století zrealizována. Vede paralelně vedle trati Bělehrad–Záhřeb, a to v úseku mezi nádražími Tošin Bunar a Novi Beograd. Po válce v Kosovu získala současný název; bělehradský magistrát jej vybral v anketě, v níž hlasovali v roce 2017 obyvatelé pomocí mobilních telefonů. V 21. století díky vynikající dopravní obslužnosti a blízkosti bělehradského centra zde vyrostla řada budov.

## Doprava
Jedná se o dopravně velmi rušnou třídu určenou pro tranzitní dopravu. Má tři jízdní pruhy po každé straně oddělené zeleným pásem a není typickou městskou třídou.

## Významné objekty
- Tošin bunar (železniční zastávka)
- Vozovna Sáva
- Novi Beograd (nádraží)
- Blok 66a
- Blok 42